# Irene van der Reijken
Irene van der Reijken (Waddinxveen, 13 augustus 1993) is een Nederlands atlete. Ze is goed in de 3000 meter steeple, waarop ze vijfvoudig Nederlands kampioene is en met 9.27,38 tot halverwege 2025 het Nederlands record in handen had. Ze liep deze tijd in 2021, waarmee ze zich kwalificeerde voor de Olympische Spelen van Tokio. Op de Spelen liep ze 9.42,98 in de series. Zij was de eerste Nederlandse vrouw die op de Olympische Spelen op dit onderdeel uitkwam.

## Nederlandse kampioenschappen
| Onderdeel      | Jaar                         |
| -------------- | ---------------------------- |
| 5000 m         | 2019                         |
| 3000 m steeple | 2017, 2018, 2019, 2020, 2021 |

## Persoonlijke records
Outdoor
| Afstand        | Prestatie       | Datum        | Plaats      |
| -------------- | --------------- | ------------ | ----------- |
| 1500 m         | 4.13,75         | 18 juli 2020 | Arnhem      |
| 3000 m         | 9.18,23         | 4 juli 2021  | Vught       |
| 2000 m steeple | 6.18,04 (BNP)   | 8 mei 2021   | Pliezhausen |
| 3000 m steeple | 9.27,38 (ex-NR) | 3 juni 2021  | Huelva      |

Indoor
| Afstand | Prestatie | Datum            | Plaats    |
| ------- | --------- | ---------------- | --------- |
| 1500 m  | 4.27,90   | 20 februari 2021 | Apeldoorn |
| 3000 m  | 9.19,12   | 10 februari 2021 | Apeldoorn |

## Palmares

### 5000 m
- 2019:  NK - 16.32,04

### 3000 m steeple
- 2015:  NK - 11.26,95
- 2017:  NK - 10.30,51
- 2018:  NK - 10.11,84
- 2018: 16e in serie EK - 9.57,10
- 2019:  NK - 10.00,06
- 2020:  NK - 9.46,09
- 2021:  NK - 9.43,26
- 2021: 9e in serie OS - 9.42,98
- 2023:  NK - 10.00,48